# Girl Next Door
A Girl Next Door című dal az amerikai R&B énekes, Bobby Brown 2. kislemeze a King of Stage albumról. A dal nem volt különösebben sikeres, az előző Girlfriend című dalt nem tudta felülmúlni, így csupán a 31. helyig sikerült jutnia az amerikai R&B listán.

## Számlista
7"  MCA 53022
- Girl Next Door – 4:06
- Girl Next Door (Instrumental) – 6:11

12"  MCAT 1153
- Girl Next Door (Extended Version)- 6:34
- Girl Next Door (Instrumental) – 5:38
- Girl Next Door (Acappella) – 4:12
- Girl Next Door (Bonus Beats) – 3:08

## Helyezések
| Slágerlista (1986)                     | Peak position |
| -------------------------------------- | ------------- |
| U.S. Hot R&B/Hip-Hop Songs (Billboard) | 31            |